# Acophila
Acophila är ett släkte av steklar. Acophila ingår i familjen fikonsteklar.
Kladogram enligt Catalogue of Life:
| Acophila | \| \| Acophila microcarpa \| \| \| \| \| \| Acophila mikii \| \| \| \| |
|          | \| \| Acophila microcarpa \| \| \| \| \| \| Acophila mikii \| \| \| \| |
|          | Acophila microcarpa                                                    |
|          |                                                                        |
|          | Acophila mikii                                                         |
|          |                                                                        |